# Bardo (Dungeons & Dragons)
Il bardo (bard nell'originale) è una delle classi base di molte edizioni del gioco di ruolo fantasy Dungeons & Dragons. Il bardo è una classe versatile capace nel combattimento e nell'uso della magia (divina nelle prime edizione ed arcana nelle successive). I bardi usano i loro talenti artistici per creare effetti magici.
L'archetipo del bardo si evolve da un personaggio basato sulle leggende celtiche, strettamente alleato dei druidi e custode della prima edizione, ad un individuo "capace di tutto ma maestro in nulla" basato anche su altri archetipi, come quello del menestrello medievale.

## Evoluzione nella storia di D&D

### BasicDungeons & Dragons
Il bardo compare per la prima volta su The Strategic Review volume 2, numero 1. La classe del bardo è un misto di guerriero, ladro e mago a cui possono accedere uomini, elfi e hobbit (i non umani sono limitati all'8º livello al massimo), può usare qualunque arma ed è limitato ad armature di cuoi e cotte di maglia. Ha la stessa tabella di avanzamento del tiro per colpire del Chierico, le capacità di un ladro di metà del suo livello, la capacità di affascinare gli avversari (che decresce al crescere del livello dell'avversario). La sua conoscenza delle leggende gli permette di identificare le proprietà o ottenere informazioni su oggetti magici o famosi e su luoghi leggendari. È in grado di lanciare incantesimi arcani a partire dal secondo livello, ma è limitato agli oggetti magici utilizzabili da ladri o guerrieri. Generalmente è di allineamento neutrale, ma può essere anche caotico o legale (in quest'ultimo caso perde le capacità di ladro). I bardi collaborano e sono strettamente associati ai druidi.
Nella prefazione il bardo viene presentato come un misto di scaldo nordico, filí celtico (da cui deriva la sua associazione con i druidi) e menestrello medievale.

### AD&Dprima edizione
Nella prima edizione di AD&D il bardo era una classe speciale non disponibile alla creazione originale del personaggio, che richiedeva di soddisfare alcuni difficili e specifici requisiti e accessibile solo su permesso del master.
Solo umani e mezzelfi possono essere bardi, devono avere caratteristiche minime di 15 in forza, carisma, destrezza, saggezza, 12 in intelligenza e 10 in costituzione. Il personaggio deve iniziare il gioco come Guerriero, cambiare classe in quella del Ladro dopo aver raggiunto il quinto livello e quindi cominciare gli studi religiosi sotto il patronato dei druidi. A questo punto è un bardo di primo livello, perde tutti i punti esperienza acquisiti fino a quel momento e conquista capacità che rispecchiano l'"eredità" del passaggio nelle classi precedenti.
Deve necessariamente essere di allineamento almeno parzialmente neutrale, non può usare uno scudo, né indossare un'armatura che non sia una corazza di cuoio normale oppure una cotta di magia con proprietà magiche. Inoltre, è limitato all'uso di alcune armi; per il combattimento corpo a corpo può impugnare un pugnale, una spada – corta, bastarda, lunga o spadone – una scimitarra, un randello, un bastone o una lancia, mentre restando a distanza può utilizzare dei dardi, un giavellotto oppure una fionda. Il bardo ha le stesse abilità in combattimento di un guerriero del livello a cui è giunto prima di diventare ladro, quelle ladresche di un ladro del livello a cui è giunto prima di diventare druido e può lanciare incantesimi come un druido di livello pari a quello in cui è arrivato come bardo. Salendo di livello può apprendere nuovi linguaggi e aumentare le probabilità di conoscere informazioni su oggetti magici o leggendari. La sua abilità poetica può concedere un bonus al morale e al tiro per colpire dei compagni, può affascinare con la sua musica altre creature o negare i poteri di mostri come le arpie.
Al bardo viene assegnato un titolo in base al livello di esperienza; il livello massimo raggiungibile è il 23°. Inoltre, in base al livello, il bardo appartiene ad una università specifica; molto raramente bardi di università superiori si associano e vanno all'avventura con bardi appartenenti ad una università inferiore.
| Livello | Titolo      | Università    |
| ------- | ----------- | ------------- |
| 1       | Rhymer      | (Probationer) |
| 2       | Lyrist      | Fochlucan     |
| 3       | Sonnateer   | Fochlucan     |
| 4       | Skald       | Fochlucan     |
| 5       | Racaraide   | Mac-Fuirmidth |
| 6       | Jaungleur   | Mac-Fuirmidth |
| 7       | Troubador   | Mac-Fuirmidth |
| 8       | Minstrel    | Doss          |
| 9       | Muse        | Doss          |
| 10      | Lorist      | Doss          |
| 11      | Bard        | Canaith       |
| 12      | Master Bard | Canaith       |

| Livello | Titolo           | Università    |
| ------- | ---------------- | ------------- |
| 13      | Master Bard 13th | Canaith       |
| 14      | Master Bard 14th | Cli           |
| 15      | Master Bard 15th | Cli           |
| 16      | Master Bard 16th | Cli           |
| 17      | Master Bard 17th | Anstruth      |
| 18      | Master Bard 18th | Anstruth      |
| 19      | Master Bard 19th | Anstruth      |
| 20      | Master Bard 20th | Ollamh        |
| 21      | Master Bard 21th | Ollamh        |
| 22      | Master Bard 22th | Ollamh        |
| 23      | Master Bard 23th | Magna Alumnae |

#### Bardo come classe a sé stante
Una prima variante della classe del bardo standardizzata in modo da eliminare i prerequisiti di avere livelli di guerriero o ladro viene pubblicata su Dragon n.56 del dicembre 1981 nell'articolo Singing a new tune di Jeff Goelz.
Per diventare un bardo il personaggio deve avere un minimo di forza 9; intelligenza 15; saggezza 12; costituzione 6; destrezza 16 e carisma 15 ed essere umano, elfo, mezz'elfo, halfling o nano (in questi due ultimi casi può avanzare solo fino al 5º livello). Può indossare solo armature di cuoio scudi di legno. Ha la probabilità di colpire di un guerriero di pari livello, ma non ottiene attacchi multipli e può usare solo le seguenti armi: asce a una mano o da lancio, randelli, pugnali, dardi, martelli, giavellotti, mazze da cavaliere, scimitarre, fionde, spade lunghe e corte. È in grado di lanciare alcuni incantesimi dei druidi come un druido di metà del suo livello ed alcuni incantesimi degli illusionisti come un illusionista di tre livelli inferiori al suo. Ha la capacità di interpretare testi scritti in lingue sconosciute, di conoscere informazioni su oggetti o luoghi leggendari e di affascinare altre creature (tutte con una percentuale di comprensione o di successo che cresce con il livello). La loro musica può dare bonus al morale degli alleati o bonus ai loro tiri salvezza contro attacchi basati sul suono (come l'urlo di una banshee). All'11º livello ottiene il potere di cambiare forma come un druido.
Nell'introduzione all'articolo Goelz dice di essersi basato principalmente per la sua versione del bardo ai bardi gallesi, per cui la classe mantiene il suo legame con i druidi, ma perde i poteri dei ladri e deve essere obbligatoriamente legale, dato che in questa visione i bardi sono i testimoni e continuatori delle tradizioni. Aggiunge inoltre alcuni poteri illusionistici ispirandosi alla rivisitazione del Mabinogion di Evangeline Walton.

### AD&Dseconda edizione
In AD&D seconda edizione La classe del bardo fu standardizzato come parte del gruppo rogue ("vagabondi"), invece di essere in un'appendice separata, quindi, oltre al fatto che non è possibile multiclassare fra bardo e ladro, le due classi hanno in comune la tabella della progressione dei punti esperienza, il Dado Vita, nonché avere abilità speciali esclusive, quali la capacità di comprendere con facilità linguaggi sconosciuti, di saper agire con destrezza, di arrampicarsi e scalare pareti scoscese, di essere costantemente all'erta riuscendo a percepire cose che un individuo normale non avvertirebbe.
I requisiti minimi nelle caratteristiche per accedere alla classe del bardo sono meno elevati rispetto all'edizione precedente: 12 in Destrezza, 13 in Intelligenza e 15 in Carisma. Deve essere un umano o mezzelfo ed essere di allineamento almeno parzialmente neutrale. La magia a cui ha accesso non è più quella dei druidi, ma quella arcana dei maghi, deve possedere un libro magico in cui scrivere gli incantesimi che apprende ed è soggetto alle stesse limitazioni dei maghi (in particolare non indossare un'armatura quando lancia un incantesimo). Comunque può lanciare incantesimi solo a partire dal secondo livello e il numero e livello di incantesimi che può lanciare è minore di quelli di un mago. Un bardo ha la stessa abilità in combattimento di un Ladro, ma, essendo più affine al Guerriero, non è limitato nell'uso delle armi e può indossare armature di cuoio o chain mail, ma non usare scudi. Possiede alcune delle abilità dei ladri (Scalare pareti, Sentire rumori, Borseggiare, Lettura dei linguaggi), ma riceve meno punti per aumentarle salendo di livello. Come nelle precedenti edizioni la sua musica può modificare la reazione dei PNG che possono decidere, ad esempio, di non attaccare i PG ma di essere amichevoli; inoltre, i compagni d'avventura ricevono bonus utili durante il combattimento, come bonus alla THAC0 e ai tiri salvezza. Il bardo ha una certa probabilità di conoscere le proprietà magiche di un oggetto semplicemente toccandolo.
Il Complete Bard's Handbook espande in modo significativo il bardo, permettendo bardi di qualunque razza, giustificandola sul fatto che molte razze hanno un ruolo analogo nella loro società che provvede alla diffusione orale e artistica delle tradizioni. Il supplemento aggiunge una grande varietà di opzioni multiclasse, anche bardo/ladro. Bardi di razze che non possono essere maghi, inclusi nani e halfling, non possono lanciare incantesimi, ma ottengono l'immunità agli incantesimi. Gli gnomi che possono essere esclusivamente maghi illusionisti, possono essere bardi, ma sono ristretti agli incantesimi permessi agli illusionisti.
In questa edizione la classe del bardo è un personaggio più generalizzato di quello del suo equivalente storico e il manuale cita come esempi leggendari e storici Taliesin, Omero, Will Scarlet e Alan-a-Dale.

### D&D Terza Edizione(3.0)
Nella terza edizione di Dungeons & Dragons il bardo continua la sua trasformazione dal conservatore della conoscenza druidico della prima edizione a tuttofare (mantenendo comunque l'abilità conoscenze bardiche, una probabilità quasi universale, basata su livello e intelligenza, di conoscere qualunque cosa). Ora i bardi possono essere di qualunque allineamento non legale, spiegato con il fatto che un bardo gira liberamente ed è guidato dall'intuito e dal desiderio del momento. Le abilità rimanenti, vengono adeguate al nuovo schema di abilità del d20 System. Vengono inoltre rimossi i requisiti minimi nelle caratteristiche e nelle razze per accedere a questa classe, mentre l'allineamento diventa obbligatoriamente non legale, rispetto al precedente parzialmente neutrale, giustificandolo con la visione del bardo come persona che vaga liberamente facendosi guidare dall'intuizione e dal capriccio.
Secondo le nuove regole i poteri del bardo sono incompatibili con la legge e la tradizione, anche se la su a vera essenza del bardo è il mantenimento di conoscenza e tradizioni; questo ritratto potrebbe essere la conseguenza della rottura, creativa o involontaria, che il bardo fa delle leggi, cosa che lo pone al di sopra di un comune uomo libero, oltre all'erudizione e alla posizione di sacro oratore della memoria e della storia. Ciò è dovuto al fatto che un bardo errante è usualmente considerato un "ladro", che tenta di ottenere vitto e alloggio gratuitamente nelle locande attraverso insoliti lavori come (citazione dal videogioco The Bard's Tale) uccidere ratti, cantare o semplicemente ingraziarsi gli avventori. È anche dovuto al fatto che chiunque si rifiuti di vivere stabilmente in un posto per viaggiare e cantare canzoni e di sottostare a legge ed ordine; ciò non significa però rifiutare le tradizioni, ma semplicemente rifiutare le leggi delle stantie città organizzate.
Diviene meno marcata l'affinità del Bardo con la classe del Ladro: mantiene in comune solo le abilità di classe, numerose e molto simili a quelle ladresche. La versatilità della classe è accentuata con un elevato numero di punti abilità da assegnare; ciò significa che, con le nuove meccaniche di gioco di abilità e talenti, poter caratterizzare meglio e con più varietà il proprio personaggio. Nuovamente, la manipolazione della magia viene modificata, passando da quella del Mago a quella dello Stregone: il lancio di un incantesimo è ora una capacità innata, derivante dal desiderio del bardo di suscitare emozioni. Il Bardo però ha ora una propria lista degli incantesimi, per la maggior parte in comune con quelli di maghi e stregoni, ma ve ne sono anche alcuni tipicamente divini, come Cura ferite leggere, lascito del suo passato druidico. Come nelle precedenti edizioni, il numero di incantesimi giornalieri è notevolmente limitato rispetto alla classe di incantatore a cui è correlato. Anche l'uso delle armi e delle armature è limitato, con vantaggi rispetto ad un Ladro ma con svantaggi rispetto ad un Guerriero: ha competenza nelle armi classificate come semplici e in alcune da guerra, ovvero arco lungo, arco corto (entrambi anche compositi), spada corta, spada lunga, stocco, manganello, frusta; può indossare senza subire penalità le armature classificate come leggere o medie e può usare lo scudo. Comunque se indossa un'armatura ha una probabilità di fallire nel lanciare un incantesimo.
Le capacità speciali del bardo, pur rimanendo concettualmente invariate, vengono modificate per essere adattate al d20 System. Vengono descritte in due privilegi di classe: Musica bardica e Conoscenza bardiche (anche se Lettura dei linguaggi è diventata l'abilità di classe, Decifrare Scritture). Con il primo privilegio il bardo, sfruttando il suo talento artistico nel canto, nella recitazione oppure nell'uso di uno strumento musicale, può produrre effetti magici in chi ascolta la sua musica: può, ad esempio, dare bonus utili in combattimento ai suoi alleati (Infondere coraggio), contrastare incantesimi sonori di cui il gruppo è bersaglio (Controcanto), far cadere sotto il suo controllo una creatura (Affascinare). Come altri privilegi di classe, Musica bardica aumenta la potenza e la varietà dei suoi effetti con l'aumento di livello, ma è dipendente dai gradi nell'abilità Intrattenere. Conoscenze bardiche ha un funzionamento simile ad una abilità; infatti, se il bardo supera una prova di abilità, ha la possibilità di ottenere informazioni su oggetti magici, personaggi o storie delle terre locali, più o meno approfondite a seconda della classe di difficoltà (CD) della prova.

#### D&D 3.5
Probabilmente a causa dell'eccessiva debolezza lamentata dai giocatori, nella revisione di D&D Terza Edizione la classe del Bardo subisce al alcuni cambiamenti significativi; viene eliminata la probabilità di fallire il lancio di un incantesimo indossando un'armatura leggera e viene aumentato il numero dei punti abilità da assegnare. Inoltre, Conoscenze bardiche viene fatto dipendere anche dal livello di esperienza, e non solo al numero di gradi nell'abilità Intrattenere, anche se subisce un potenziamento degli effetti a livelli più alti. A questo però è seguita la rimozione della competenza nell'arco lungo e nelle armature medie. Con la revisione il Bardo diviene la classe preferita dello Gnomo, mentre precedentemente non lo era di nessuna razza standard. È anche la classe preferita dei Dvati, una razza apparsa per la prima volta in Dragon numero 271.

### Dungeons & Dragonsquarta edizione
La classe del bardo fu introdotta nella quarta edizione dal Player's Handbook 2. Come per le altre classi della quarta edizione i suoi poteri sono esclusivi della classe e la loro fonte è arcana. Ha un ruolo primario è di leader e quello secondario di controller. La maggior parte dei suoi poteri sono mirati a rinforzare gli alleati e a intralciare i nemici mediante suoni magici (sebbene il giocatore sia incoraggiato a descrivere questi poteri come preferisce). Grazie alle numerose abilità di classe il bardo mantiene il suo ruolo di tuttofare. È inoltre l'unica classe a poter scegliere liberamente talenti di altre classi, mentre tutte le altre classi possono scegliere talenti multiclasse solo da una singola altra classe. I bardi possono usare come focus arcano bacchette, songblade e strumenti magici. Diversi rituali presenti nel Player's Handbook 2 possono essere lanciati solo dai bardi, rendendoli l'unica classe con rituali esclusivi.

### Dungeons & Dragons5ª edizione
Nella quinta edizione di Dungeons & Dragons i bardi accedono a una propria lista di incantesimi, che arriva fino al nono livello, hanno accesso ad armi semplici, oltre a fioretto, spade corte e lunghe e balestra. Hanno un accesso limitato ad incantesimi di altre classi, bonus nell'uso di abilità e giunti al terzo livello ogni bardo possono aderire a un collegio (di fatto una sottoclasse) che ne raffina le capacità. Nel manuale base sono presenti il Collegio del valore, che si concentra sull'ispirare coraggio sul campo di battaglia, e in quello della sapienza specializzato nella conoscenza e nell'esibizione. I bardi, al fine di poter lanciare gli incantesimi, sono tenuti obbligatoriamente ad indossare vestiti sgargianti, quali boa di struzzo e mantelli di piume.

## Ambientazioni

### Forgotten Realms
Nel Faerûn, il bardo non si discosta molto dal modello descritto nel Manuale del Giocatore, anche se la tipologia di bardo può variare da regione a regione. La differenza più significativa sta nel ruolo del bardo a livello sociale: i bardi faerûniani sono molto ben voluti nelle città e nei villaggi che visitano, non solo grazie al carico di informazioni, storie e avventure che portano con sé e che racconteranno, ma anche per le gesta eroiche che compiono; per questo sono spesso addirittura ricercati, e la maggior parte delle volte accolti con onore ed entusiasmo, nonostante siano anche accompagnati dalla fama di tagliaborse e bari. Questa benevolenza è da attribuire agli Arpisti, un'organizzazione relativamente segreta con agenti in tutte le terre che ha compiuto e compie azioni di contrasto contro le forze del male. I bardi buoni e meritevoli vengono molto spesso reclutati dagli arpisti, e coloro che non fanno parte dell'organizzazione – ma dicono di esserlo – ne godono i privilegi fra la gente comune. Un tempo esistevano alcune università per bardi, ma ora non più. Nel Faerûn sono diffusi alcuni particolari strumenti musicali unici, tra cui:
- il Tantan, un tamburello;
- la Yarting, una chitarra;
- lo Zulkoon, un organo a fiato portatile.